# Хронологија ФНРЈ и КПЈ мај 1946.
Хронолошки преглед важнијих догађаја везаних за друштвено-политичка дешавања у Демократској Федеративној Југославији (ДФЈ) и деловање Комунистичке партије Југославије (КПЈ), као и општа политичка, друштвена, спортска и културна дешавања која су се догодила у току маја месеца 1946. године.
| ← април · Хронологија ФНРЈ и КПЈ током 1946. године · јун → |

### 1. мај
- У Београду на Теразијама поводом прославе Празника рада одржана војна парада припадника Југословенске армије (ЈА), којом је командовао генерал-лајтнант Велимир Терзић. Након војне параде, Теразијама је продефиловала првомајска поворка у којој је учествовало око 200.000 људи. Првомајској прослави присуствовао је председник Владе ФНРЈ Јосип Броз Тито.[1]
- У санаторијуму на Голнику, код Крања, од туберкулозе преминула Даворјанка Пауновић Зденка (1921—1946), лична секретарица маршала Тита и његова невенчана супруга. Неколико дана касније, по сопственој жељи, сахрањена је у дворишту Белог двора.

### 2. мај
- У Београду председник Владе ФНРЈ и генерални секретар КПЈ Јосип Броз Тито примио члана Политбироа ЦК КП Француске и народног посланика у француској Уставотворној скупштини Марсела Кашена, који се налазио у краћој посети Југославији.[1]

### 5. мај
- Влада ФНРЈ усвојила нацрт Закона о ратним војним инвалидима и нацрт Закона о Партизанској споменици 1941.[2][1]

### 8. мај
- У посету Југославији допутовала чехословачка делегација, коју је предводио председник Владе др Здењек Фирлингер. Наредног дана, потписан је у Београду Уговор о пријатељству, узајамној помоћи и сарадњи у миру између ФНРЈ и Чехословачке, који раскинут је 1948. године.[3]

### 11. мај
- У Загребу, од 11. до 15. маја, одржан Трећи конгрес Уједињеног савеза антифашистичке омладине Југославије (УСАОЈ), коме је присуствовало 1.485 делегата из целе земље, а као почасни гост председник Владе ФНРЈ Јосип Броз Тито. На Конгресу је УСАОЈ променио назив у Народна омладина Југославија (НОЈ) и одредио основне задатке рада — даље проширење и јачање организације, учешће омладине у изградњи и обнови земље и васпитавање чланства на принципима марксизма-лењинизма. Конгрес је усвојио нови Статут организације и изабрао Централно веће, Председништво и Секретеријат, док је за председника изабран Ратко Дугоњић.[4][3]

### 12. мај
- У Загребу на трг бана Јелачића (од 1947. Трг републике), поводом одржавања Трећег конгреса НОЈ одржан свечани дефиле 17.000 фискултурника града Загреба. На свечаном дефилеу присуствовао је и маршал Тито, коме је том приликом уручена Повеља почасног грађанина Загреба (за почасног грађанина Загреба проглашен је одлуком Градског народног одбора 25. априла). Истог дана у Загребу је одржана и позната хрватска витешка игра „Сињска алка“ (ово је било једно од укупно три одржавања Алке ван Сиња), а славодобитник је постао алкар Бруно Вулетић, који је уједно био и делегат на Конгресу.[3][4]

### 13. мај
- Председник Владе ФНРЈ маршал Јосип Броз Тито, у пратњи председника Владе НР Хрватске Владимира Бакарића, обишао Хрватско загорје и посетио своје родно место Кумровец, као и оближњи градић Клањец.[3]

### 19. мај
- У Скопљу одржано Друго земаљско саветовање Јединствених синдиката Македоније, на коме су сумирани резултати првомајског такмичења радних колектива и синдикалних организација. Реферат на саветовању је поднео Мице Димевски секретар Земаљског одбора Јединствених синдиката Македоније.[4]

### 20. мај
- У Београду председник Владе ФНРЈ Јосип Броз Тито примио директора УНРЕ за Европу генерал-лајтнанта сер Хамфрија Гејла и његовог заменика Иљушенка. Пријему су присуствовали шеф мисије УНРЕ за Југославију Михаило Сергејчук и генерални секретар председника Владе ФНРЈ Митра Бакића.[3]

### 25. мај
- Поводом прославе 54. рођендана Јосипа Броза Тита, у Београду на Теразијама приређен митинг на ком су грађани дочекали 11 носилаца „Титових штафета“, који су потом отишли на Дедиње, где их је у Белом двору примио маршал Тито. Укупно је ношено 11 штафета — шест републичких штафета (последњи носиоци — БиХ: Бошко Кецман, Македонија: Димо Мојсов, Словенија: Руди Финжер, Србија: Михајло Туртић Павка, Хрватска: Витомир Черина и Црна Гора: Милан Вуксановић), штафета Југословенске армије (поручник Бојан Половина), штафета Трста (Дакуел Оресте), штафета Јулијске крајине и Истре (Јанко Принчић), штафета градитеља пруге Брчко-Бановићи (Милан Јакић) и штафета града Београда (Станислав Милутиновић), које је су прешле пут дуг 12.060 километара, а носило их је 49.187 учесника.[5]

### 26. мај
- У Загребу, од 26. до 28. маја, одржано Први земаљски конгрес Јединствених синдиката радника и намештеника Хрватске, на коме је било речи о конкретним проблемима радничке класе — материјалном положају, социјалном осигурању, стручном онеспособљавању и др. На крају Конгреса изабран је пленум Земаљског одбора.[4]

### 27. мај
- Делегација Владе ФНРЈ, на челу са Јосипом Брозом Титом, отпутовала у посету Совјетском Савезу, где је боравила до 10. јуна. Током посете, Тито се сусрео са највишим руководиоцима Совјетског Савеза — Јосифом Стаљином и Молотовом, са којима је водио разговоре о економској сарадњи, робној размени, као и о културним и политичким односима између ФНРЈ и СССР. За време посете, југословенска делегација је присуствовали сахрани совјетског револуционара и председника Руске СФСР Михаила Калињина (1875—1946), који је преминуо 3. јуна.[6][7]

### у току маја
- У оквиру социјалистичке реорганизације пољопривреде отпочело стварање првих „Сељачких радних задруга“, које су стваране по угледу на колективна газдинства (рус. коллективное хозяйство - колхо́з) у Совјетском Савезу, са циљем смањивања ситносопственичких поседа, који су тада сматрани за главну сметњу повећања пољопривредне производње. Прве сељачке радне задруге стваране су Војводини, у местима у којима су насељавани колонисти.[8]